# Longue-vue

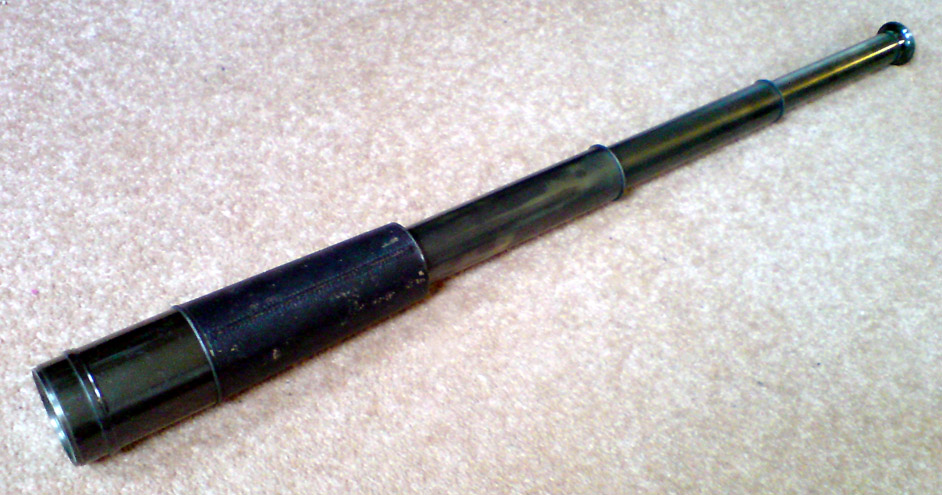
Exemple de longue-vue.

Une longue vue sur la tour Eiffel (juillet 2014).

Une longue-vue  ou lunette terrestre ou lunette d'approche est un instrument d'optique monoculaire destiné à obtenir une vision rapprochée des objets éloignés.

## Description

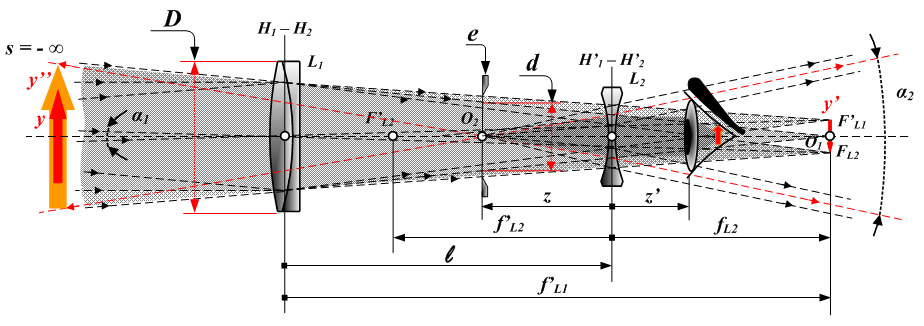
Lunette de Galilée constituée d'une lentille convergente (objectif) et d'une lentille divergente (oculaire).

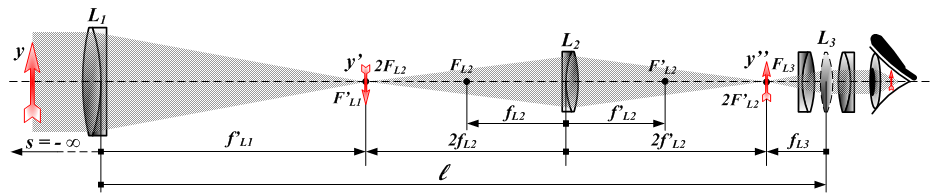
Lunette terrestre - Système 1 :
L1 - Objectif L2 - Redresseur d'image L3 - Oculaire.

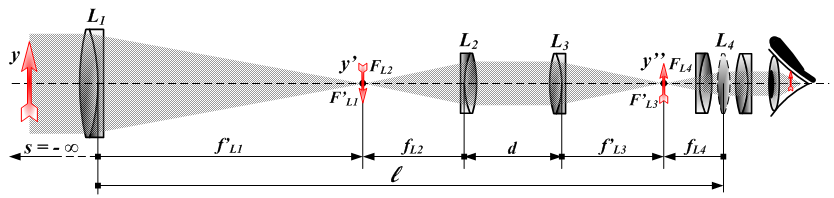
Lunette terrestre - Système 2 :
L1 - Objectif L2 - L3 - Redresseur d'image L4 - Oculaire.

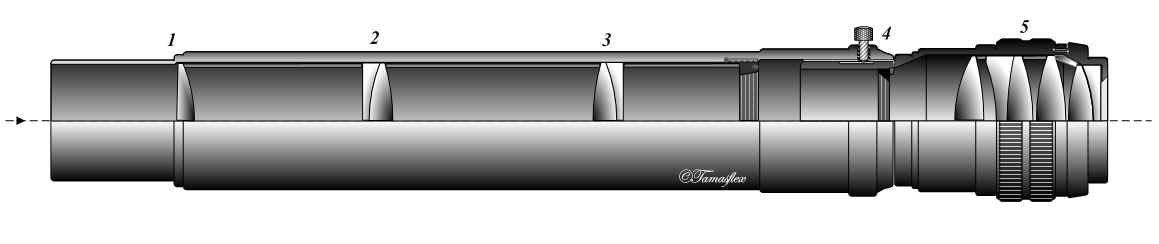
Redresseur d'image (système 2) pour télescope astronomique :
1 - Lentille de champ 2 - 3 - Redresseur d'image 5 - Oculaire.

Elle comprend un objectif optique et un oculaire, généralement monté sur un tube coulissant.
Son principe est donc exactement analogue à celui de la lunette astronomique de Galilée. La différence entre les deux appareils provient d'abord de l'usage : une longue-vue se tient généralement dans la main, comme des jumelles, alors qu'une lunette astronomique, du fait de l'éloignement des objets observés, qui nécessite un grossissement important, exige un trépied et une monture azimutale ou une monture équatoriale ; ensuite, les performances optiques (champ, grossissement, luminosité) d'une longue-vue sont généralement inférieures à celles de la lunette astronomique, mais aussi son prix est plus modique.
Contrairement au télescope, la longue-vue ou lunette terrestre, doit fournir une image droite. Pour redresser l'image donnée par l'objectif, un dispositif optique est placé entre l'objectif et l'oculaire. Ce dispositif peut être une paire de prismes, comme dans les jumelles ou un véhicule composé de deux lentilles convergentes identiques, par exemple.
Apparue entre le XVIe siècle et le XVIIe siècle (son invention est attribuée au néerlandais Hans Lipperhey), la longue-vue est surtout utilisée, dans un premier temps, par les marins et les naturalistes. Elle sert aussi aux observations ornithologiques et, dans une certaine mesure, aux observations astronomiques.
La longue-vue se caractérise par :

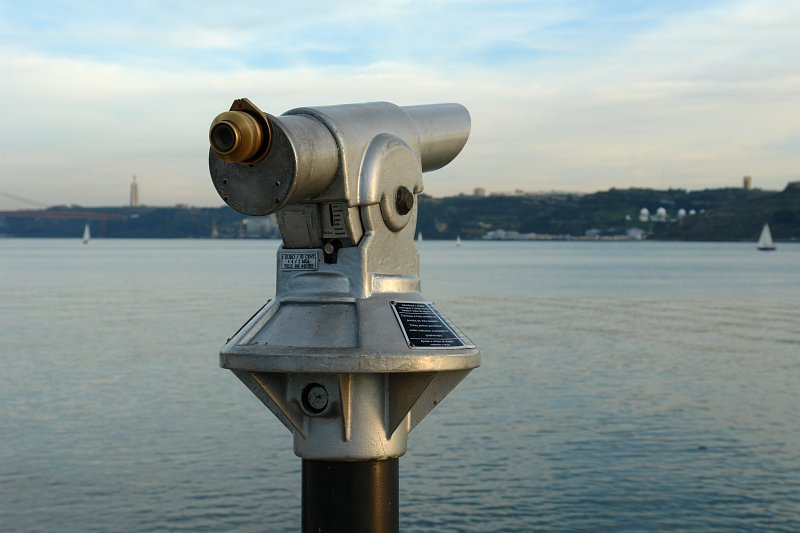
Longue-vue publique sur un site touristique.

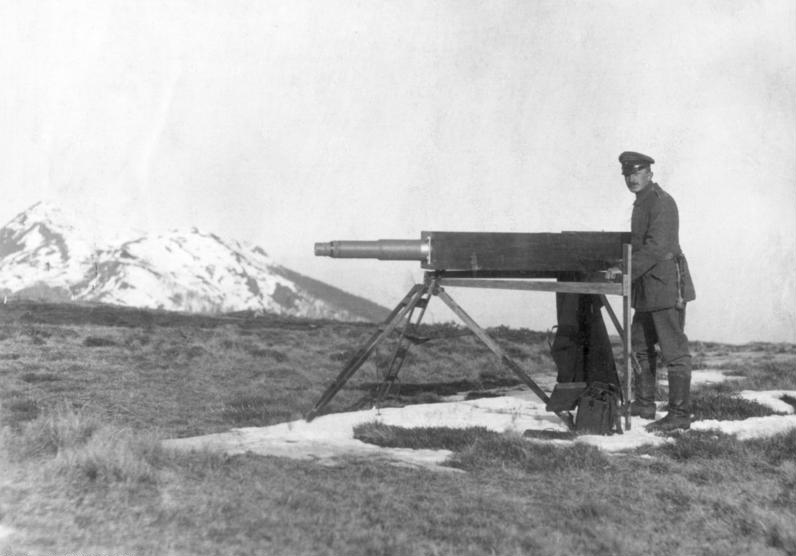
Matériel optique militaire allemand de surveillance à distance des mouvements de troupes, utilisé en 1918 sur le théâtre du front ouest (photo d'archive allemande).

- son facteur de rapprochement (ou grossissement), désigné par un multiplicateur (20x, 30x, etc.). Plus ce facteur est élevé, plus la vision de l'objet à distance sera rapprochée, souvent au détriment du champ de vue et de la luminosité.
- son diamètre, une lentille de grand diamètre captera plus de lumière et fournira donc une image plus lumineuse. En général, les modèles de grand diamètre sont plus lourds et plus encombrants.

Certains modèles peuvent recevoir un adaptateur spécial pour appareil photographique.
Il existe aussi des versions publiques des longues-vues : installées sur des sites touristiques, et généralement payantes, elles permettent d'observer des paysages et des monuments.

## Art

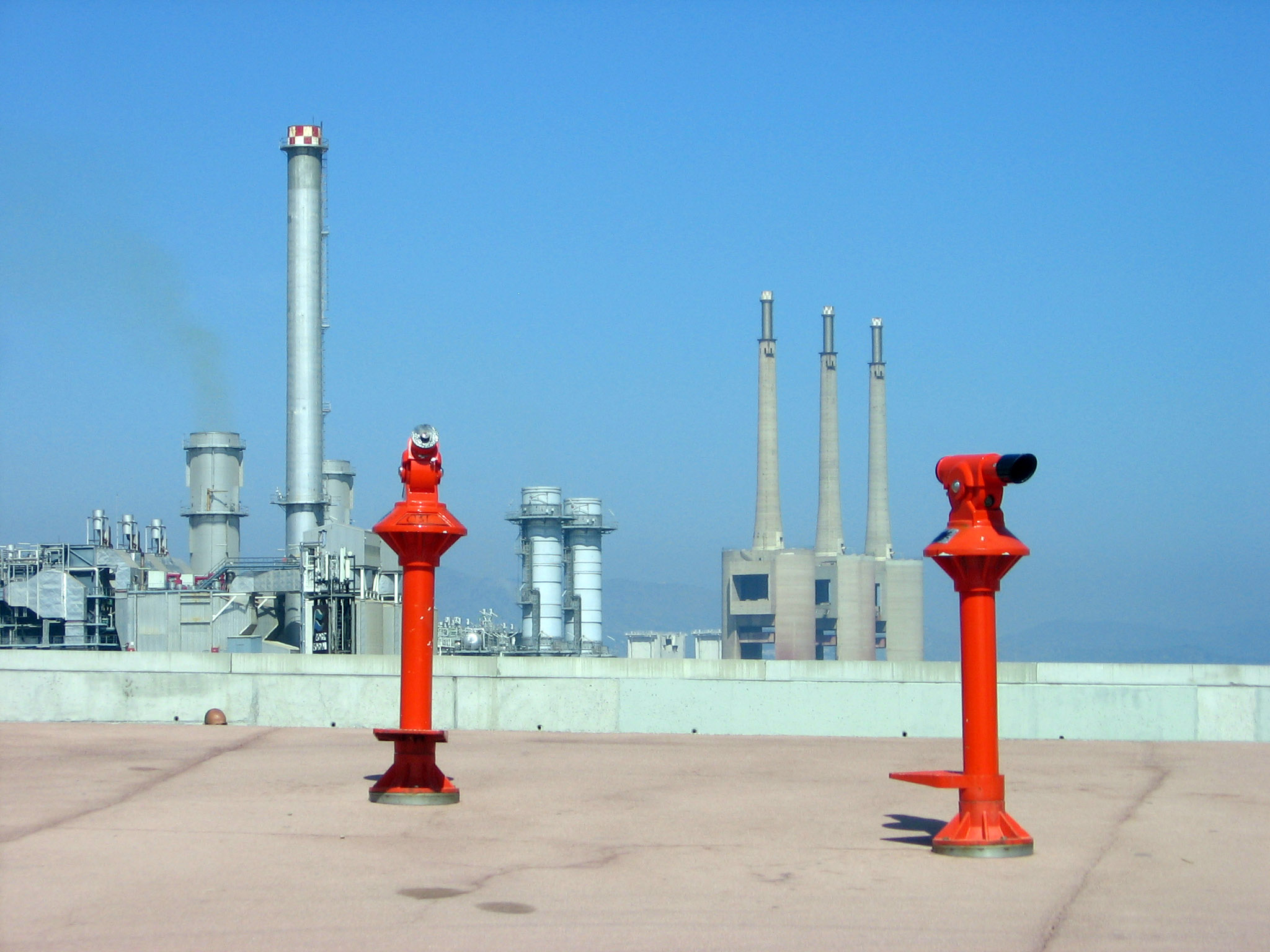
Aquí hay tomate, les longues-vues de Barcelone, d'Eulàlia Valldosera.

- Aquí hay tomate, longues-vues peintes en rouge de l'artiste catalane Eulàlia Valldosera créées en 2004 pour le Forum universel des cultures, ensemble de plusieurs sculptures devenues une attraction touristique de de Barcelone dans le Parc del Fòrum, au nord de la ville[2].